# 文化学院の人物一覧
文化学院の人物一覧（ぶんかがくいんのじんぶついちらん）
文化学院に関連する人物（校長・教職員・出身者など）の一覧。

## 関係者

### 理事
- 与謝野馨
- 渡辺恒雄
- 大塚陸毅 - 東日本旅客鉄道 会長

評議員
- 山東昭子
- 坂倉竹之助

### 校長
- 西村伊作
- 石田アヤ
- 戸田一雄

### 著名な教師（教授・講師）
| - 与謝野晶子 - 与謝野鉄幹 - 石井柏亭 - 山田耕筰 - 芥川龍之介 - 芥川比呂志 - 川端康成 - 三島由紀夫 - 谷崎潤一郎 - 岸田國士 - 吉野作造 - 北原白秋 - 平塚らいてう - 美濃部達吉 - 阿部知二 - 西村孝次 - 堀口大學 - 山田洋次 - 飯島正 - 井上ひさし - 梅林茂 - 壌晴彦 - 石田アヤ - 菊池寛 - 千葉亀雄 - 佐藤春夫 - 萩原朔太郎 - 室生犀星 - 今泉篤男 | - 有島武郎 - 有島生馬 - 正宗得三郎 - 竹久夢二 - 高浜虚子 - 中川紀元 - 茅野蕭々 - 戸川秋骨 - 竹友藻風 - 奥野信太郎 - 野村万作 - 谷川徹三 - 米原万里 - 豊島与志雄 - 横光利一 - 小林秀雄 - 三宅周太郎 - 伊藤熹朔 - 木下杢太郎 - 三木清 - 田中美知太郎 - 福武直 - 伊藤ていじ - 清水幾太郎 - 中村まり子 - 鈴木哲夫 - 硲伊之助 - 河崎なつ - 山下新太郎 | - 末弘厳太郎 - 山口薫 - 脇田和 - 村井正誠 - 沢柳大五郎 - 村田武雄 - 宇野重吉 - 中川紀元 - 高階秀爾 - 東郷青児 - 寺田寅彦 - 谷信一 - 棟方志功 - 田中美知太郎 - 山室静 - 弘中くみ子 - 大河内昭爾 - 荒川洋治 - 小野寺健 - 遠藤周作 - 辻原登 - 鈴木清信 - 加藤守雄 - 沢田允茂 - 須賀敦子 - 蜂飼耳 - 柴本浩行 - 赤坂真理 - 黒須洋壬 | - 柴田光太郎 - 佐々木昭雄 - 兵藤まこ - 柏木博 - 戸川エマ - 宮城音弥 - 和辻哲郎 - 田久保英夫 - エドワード・ガントレット - ノエル・ヌエット - 鈴木亘 - 荻野綾子 - 北村喜八 - 富永惣一 - 桂芳久 - 金井直 - 周襄吉 |

## 主な出身者

### 学術
- 田中千代 - 神戸女学院大学教授、服飾教育者・デザイナー、田中千代学園創設
- 井口愛子 - 東京音楽大学教授、ピアニスト
- 上笙一郎 - 元梅花女子大学助教授、児童文化研究家
- 村井正誠 - 武蔵野美術大学名誉教授、画家、日本美術家連盟理事長（大学部第一回生）
- 何初彦 - 上智大学教授、東京大学新聞研究所所長
- 戸田勝久 - 創造学園大学教授、茶道家
- 福田和彦 - 元金沢美術工芸大学講師、美術史家、写真家
- 宮川やすえ - 拓殖大学名誉教授、児童文学者、 日本児童文学者協会評議員
- 中込純次 - 別府大学教授、詩人、フランス文学者、文化学院監事
- 天川由記子 - 帝京大学准教授、国際政治学者、元テレビ東京アナウンサー（高等部卒業）
- 秋山さと子 - お茶の水女子大学講師、心理学者

### 文芸
- 辻原登 - 小説家
- 中島たい子 - 小説家
- 佐江衆一 - 小説家
- 渋沢華子 - 小説家（渋沢栄一の孫）
- 大沢在昌 - 小説家　※中退
- 金原ひとみ - 小説家　※中退
- 杉本苑子 - 小説家、文化功労者、文化勲章受章
- 野口冨士男 - 小説家、日本芸術院会員、日本文藝家協会理事長
- 萩原葉子 - 小説家
- 真鍋呉夫 - 小説家、俳人
- 三宅艶子 - 小説家
- 久米穣 - 児童文学者、日本児童文芸家協会顧問
- 高木敏子 - 児童文学者
- 名木田恵子 - 児童文学者
- 神沢利子 - 児童文学者
- 堀寿子 - 児童文学者
- 八島光 - 児童文学者
- きたやまようこ - 絵本作家
- 天童大人 - 詩人、朗唱家、字家
- 山口洋子 - 詩人
- 御木白日 - 詩人、元PL学園女子短期大学学長
- 石橋秀野 - 俳人
- 笹公人 - 歌人

### 評論
- 矢野誠一 - 演芸評論家
- 白崎秀雄 - 美術評論家
- 吉沢久子 - 生活評論家
- 牧野守 - 映画評論家、日本映画史研究家、日本映像学会映画文献資料研究会代表
- 青地晨 - 評論家、日本ジャーナリスト専門学校初代校長
- 戸川エマ - 評論家、映倫管理委員、東京都青少年健全育成審議会会長、文化学院文科・文学科科長、文化学院顧問
- 安田武 - 評論家、思想の科学研究会会長
- 佐山透 - 作家、評論家、翻訳家

### 翻訳
- 石田アヤ - 翻訳家、文化学院校長（中学部・大学部第一回生、西村伊作の長女）
- 山口年臣 - 翻訳家

### 映像
- 松山崇 - 映画美術監督
- 井上章 - 映画美術監督、日本映画・テレビ美術監督協会専務理事
- 亀井文夫 - 映画監督
- 石田基紀 - 映画プロデューサー
- 西郡勲 - 映像作家
- 久里洋二 - アニメーション作家、紫綬褒章受章
- 成嶋弘毅 - アニメ製作者、竜の子プロダクション代表取締役社長

### 脚本
- 山田正弘 - 脚本家
- 大津皓一 - 脚本家、代表作『土曜と月曜の間』（イタリア賞受賞）、東京映像芸術学院創設
- 菊島隆三 - 脚本家
- 岸井良衛 - 脚本家、演出家、プロデューサー
- 水木洋子 - 脚本家、紫綬褒章受章
- 飯沢匡 - 脚本家、劇作家、日本芸術院会員
- 寺島アキ子 - 脚本家、日本脚本家連盟常務理事

### 芸能
- 山東昭子 - 元女優、テレビタレント、参議院議員、第32代参議院議長、第27代参議院副議長、第46代科学技術庁長官
- 寺尾聰 - 俳優、歌手、日本アカデミー賞最優秀主演男優賞2回受賞、ブルーリボン賞主演男優賞受賞、第23回日本レコード大賞受賞、紫綬褒章受章
- 犬塚弘 - 俳優
- すまけい - 俳優、ブルーリボン賞助演男優賞受賞
- 木村功 - 俳優
- 武田光太郎 - 俳優、朗読家
- 鴈龍太郎 - 俳優
- 北沢彪 - 俳優、テアトル・エコー創設
- 林大興 - 元俳優、武術家
- 前田美波里 - 女優
- 朝吹ケイト - 女優
- 鶴田さやか - 女優
- とよた真帆 - 女優
- 入江たか子 - 女優、日本映画三大美女の一人
- 飯塚敏子- 女優
- 中村まり子 - 女優
- 野中マリ子 - 女優
- 磯村みどり - 女優
- 丹阿弥谷津子 - 女優
- 水谷八重子 (2代目) - 女優、紫綬褒章受章
- 南田洋子 - 女優
- 星美智子 - 女優
- 長岡輝子 - 女優、菊池寛賞受賞、日本芸能史上最高齢女優
- 中嶋朋子 - 女優
- 高峰秀子 - 女優
- 伊達里子 - 女優
- 山根寿子 - 女優
- 田中路子 - 女優、声楽家
- 秋川リサ - 女優、ビーズ作家
- 十朱幸代 - 女優、紫綬褒章受章、旭日小綬章受章
- 牧瀬里穂 - 女優
- 岩井友見 - 女優
- 入江若葉 - 女優
- 夏川静江 - 女優
- 田中筆子 - 女優
- 久万里由香 - 元女優
- 梅宮アンナ - タレント　※中退
- なまたまご- タレント、アクション俳優、元挌闘家、キン肉マンの作者ゆでたまごの息子。
- 平野レミ - タレント、料理研究家
- 北沢彪 - 俳優
- わかやまZ - 元お笑い芸人、イヌがニャーと泣いた日のメンバー
- 小林かおり - 女優

### 声優
- 増岡弘 - 声優、代表作『サザエさん』フグ田マスオ役
- 島津冴子 - 声優
- 野辺健太 - 声優
- 入江玲於奈 - 声優
- 日野由利加 - 声優

### 舞踊
- 折原美樹 - バレリーナ
- 酒井はな - バレリーナ
- 貝谷八百子 - バレリーナ、貝谷バレエ団・貝谷芸術学院創設、紫綬褒章受章、勲四等宝冠章受章
- 谷桃子 - バレリーナ、谷桃子バレエ団創設、紫綬褒章受章、勲四等宝冠章受章
- 安藤洋子 - コンテンポラリーダンサー

### 芸術
- 岩田準一 - 画家、風俗研究家
- 上田哲農 - 画家、登山家
- 石井茂雄 (画家) - オノ・ヨーコの従兄弟
- 大山美信 - 画家、文化学院芸術専門学校（埼玉県庄和町）校長
- 近岡善次郎 - 画家、安井賞受賞
- 長沢節 - 画家、イラストレーター、セツ・モードセミナー創設、毎日ファッション大賞鯨岡阿美子賞受賞
- 河原淳 - イラストレーター
- 角章 - 画家
- 久下塚青蘭 - 洋画家
- 近藤吾郎 - 画家
- 宮脇愛子 - 彫刻家
- 志村ふくみ - 染織家、紫綬褒章受章、重要無形文化財保持者（人間国宝）、文化功労者
- 劉啟祥 - 台灣出身の画家
- 萩原英雄 - 版画家、日本版画協会理事長
- 荒井良 - 人形作家
- 今井寿恵 - 写真家
- 大西公平- 写真家
- 岡上淑子- 写真家（フォトコラージュ）
- 奥村泰宏 - 写真家
- デュラン・れい子 - 版画家
- 小倉宗衛 - 能面作家、日本伝統芸術文化協会理事長
- クニエダヤスエ - テーブルコーディネーター
- 徳川宜子 - 建築家、紀州徳川家第19代当主
- 松井雅美 - インテリアデザイナー

### 服飾
- 竹久みち- ファッションデザイナー
- 植田いつ子 - ファッションデザイナー
- 水野正夫 - ファッションデザイナー
- 鳥居ユキ - ファッションデザイナー、毎日ファッション大賞受賞
- 稲葉賀恵 - ファッションデザイナー、ビギ創設
- 菊池武夫 - ファッションデザイナー、ビギ・メンズビギ創設、メンズビギ・TAKEO KIKUCHI初代デザイナー

### 音楽
- 米米CLUB
  - ジェームス小野田 - ミュージシャン
  - カールスモーキー石井 - ミュージシャン
  - BON - ミュージシャン
  - ジョプリン得能 - ミュージシャン
- 中原昌也 - ミュージシャン、小説家、三島由紀夫賞受賞
- 高木完 - ミュージシャン
- 永井ルイ - ミュージシャン
- 和田唱 - ミュージシャン、TRICERATOPSボーカル
- ZEEBRA - ヒップホップMC
- 竹中仁見 - ミュージシャン、SALON MUSICのメンバー
- 勝井祐二 - ヴァイオリニスト
- 石丸寛 - 指揮者、九州交響楽団創設、初代音楽監督・常務理事、東京交響楽団評議員
- 濱田徳昭 - 指揮者、作曲家、音楽理論家
- 中原多代 - 声楽家・発声法研究家・ボイストレーナー
- sayaca - タンゴ歌手
- Shusui - 作詞家・作曲家・音楽プロデューサー、スマイルカンパニー代表取締役社長

### 作詞
- 吉岡治 - 作詞家、日本作詩家協会常務理事、紫綬褒章受章
- 安井かずみ - 作詞家

### その他
- 宮城黎子 - 女子テニス選手、日本テニス協会顧問、日本女子テニス連盟名誉会長
- 胡暁子 - シンガポール赤十字社副総裁、紫綬褒章受章、シンガポール国家功労章受章
- 松崎武吏 - 月刊少年ガンガン編集者
- 太賀麻郎 - AV男優
- 風之宮そのえ - 花梨エンターテイメントゲームプロデューサー・シナリオライター・作詞家・フォトグラファー